# مجرتا العيون
مجرتا العيون (NGC 4435، NGC 4438، والمعروفة أيضا باسم Arp 120) في أطلس المجرات الغريبة لهالتون آرب هي زوج من المجرات يبعد حوالي 52 مليون سنة ضوئية في كوكبة العذراء. والزوج عضو في سلسلة المجرات المعروفة باسم سلسلة ماركاريان.

## NGC 4435
NGC 4435 هي مجرة محدبة ضلعية تتفاعل حاليا مع NGC 4438.وكشفت الدراسات من قبل مقراب سبيتزر الفضائي عن جمهرة من النجوم الشابة نسبيا (190 مليون سنة) داخل نواة المجرة، التي ربما تكون قد نشأت من خلال التفاعل مع NGC 4438 وضغط الغاز والغبار في تلك المنطقة، مما أدى انفجار نجمي . كما أن لديها ذيل مدي طويل ربما سببة التفاعل مع مجرة NGC 4438. ولكن دراسات أخرى تشير إلى أن الذيل هو في الواقع عبارة عن تدفق سديمي متنامي في درب التبانة لا علاقة له نهائيا بمجرة NGC 4435.

## NGC 4438
NGC 4438 تصنف كمجرة غريبة  ومن أكثر المجرات المتفاعلة غرابة في عنقود العذراء، ويرجع ذلك إلى الشك المحيط بآلية الطاقة التي تسخن المصدر النووي وقد تكون آلية الطاقة عبارة عن منطقة تفجر نجمي أو ثقب أسود تغذية نواة مجرية نشطة وكلا الفرضيتين قيد الدراسة حاليا من قبل الفلكيين.
تعرض هذه المجرة قرص مشوهة للغاية، بما في ذلك ذيل مدي طويل بسبب التفاعلات الجاذبة مع المجرات الأخرى في العنقود ومرافقتها. وتفسر هذة السمات سبب اختلاف المصادر في تصنيفها كمجرة محدبة أو حلزونية. وتظهر NGC 4438 أيضا علامات قديمة لأنتشار تدفق نجمي معتدل ومحتوى منخفض من خطوط الهيدروجين ربما بسبب الاحتكاك مع الغاز الساخن الذي يملأ الوسط بين مجري في عنقود العذراء أو مع الغاز الساخن الذي يحيط بالمجرة القريبة مسييه 86 . وتشير عمليات الرصد ألى تفاعل مد وجزر مع NGC 4435 وآثار زخم تجريد الضغط  أثناء حركة NGC 4438 بسرعة عالية خلال الوسط المجري داخل عنقود العذراء الذي يتزايد من خلال القاء بين المجرات.

## معرض صور

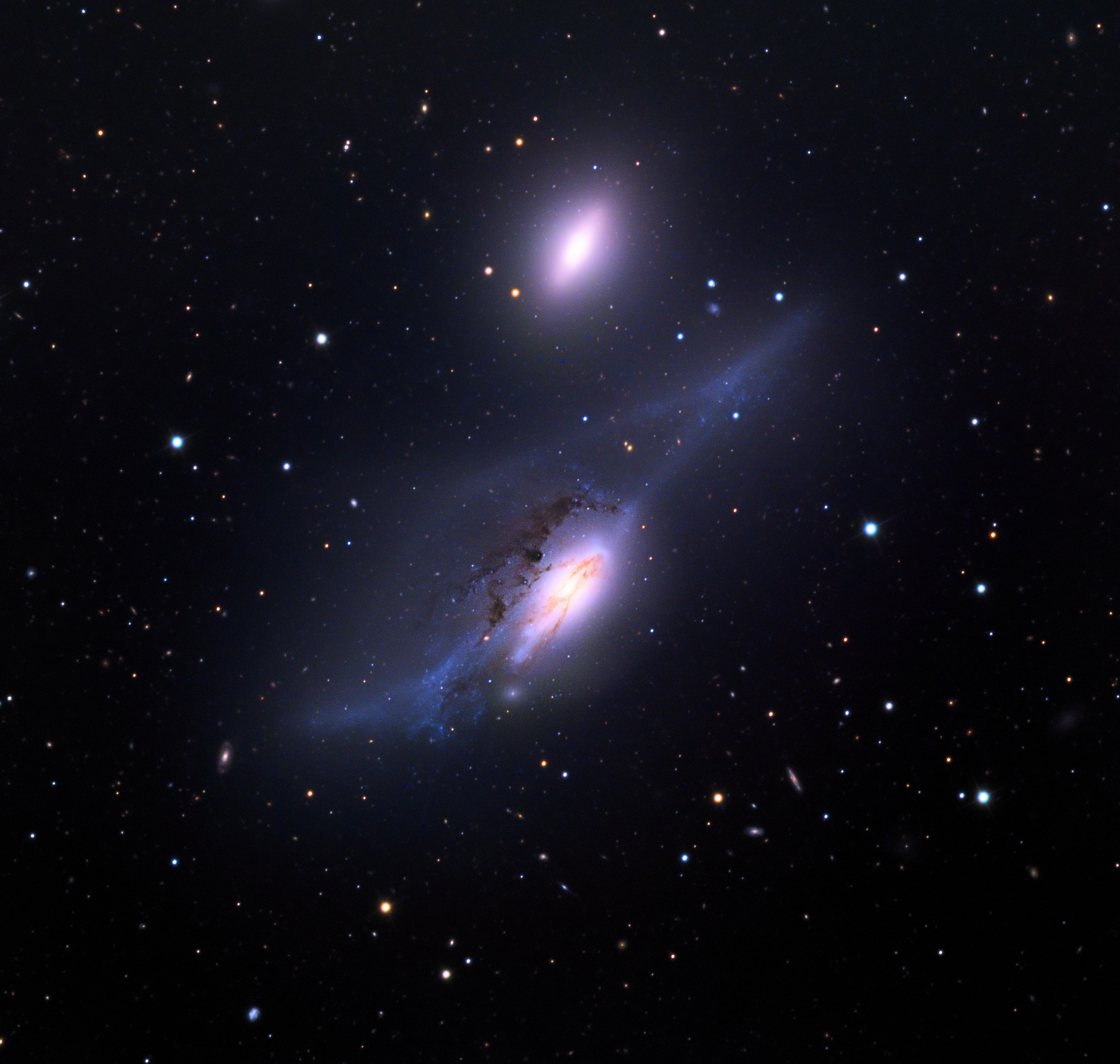
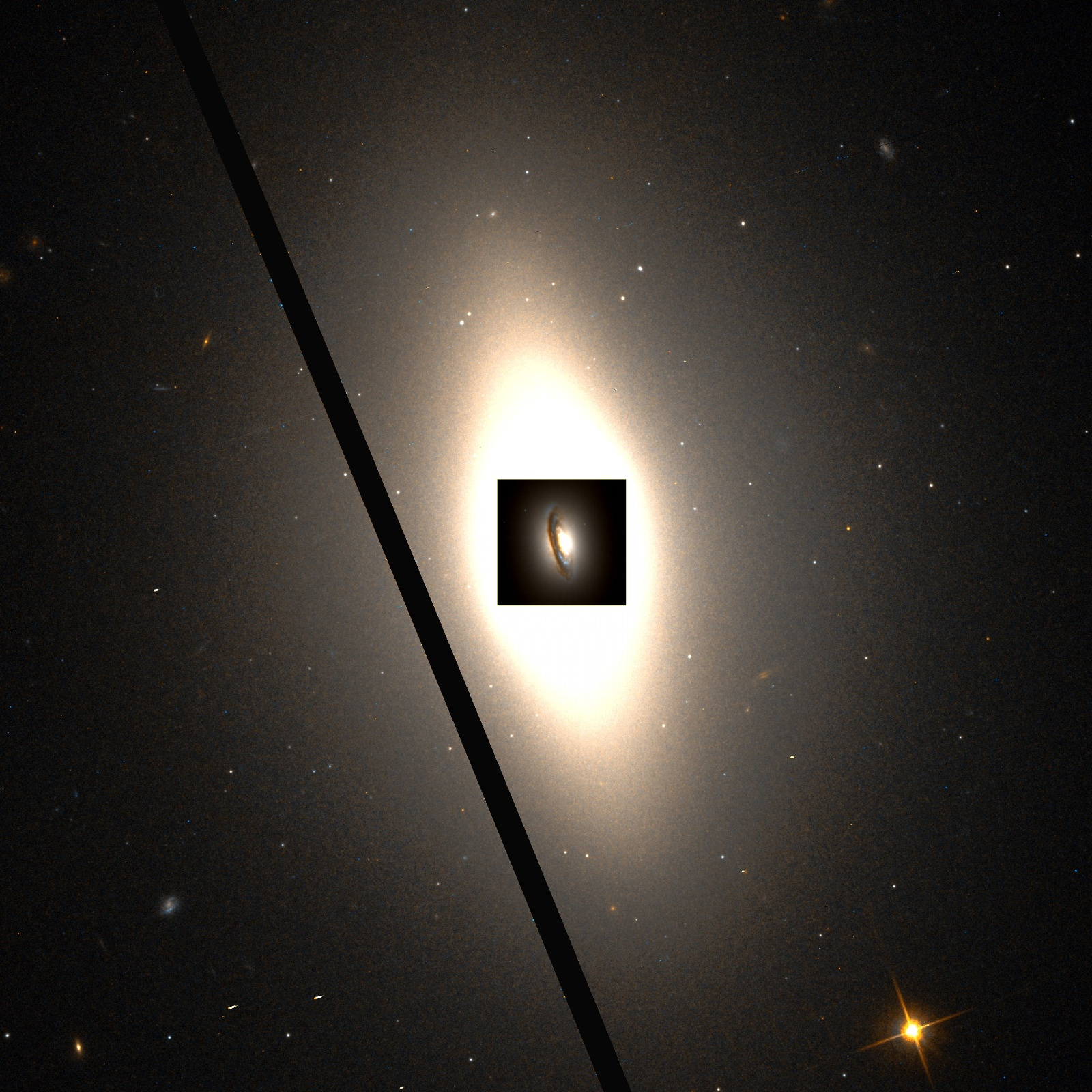
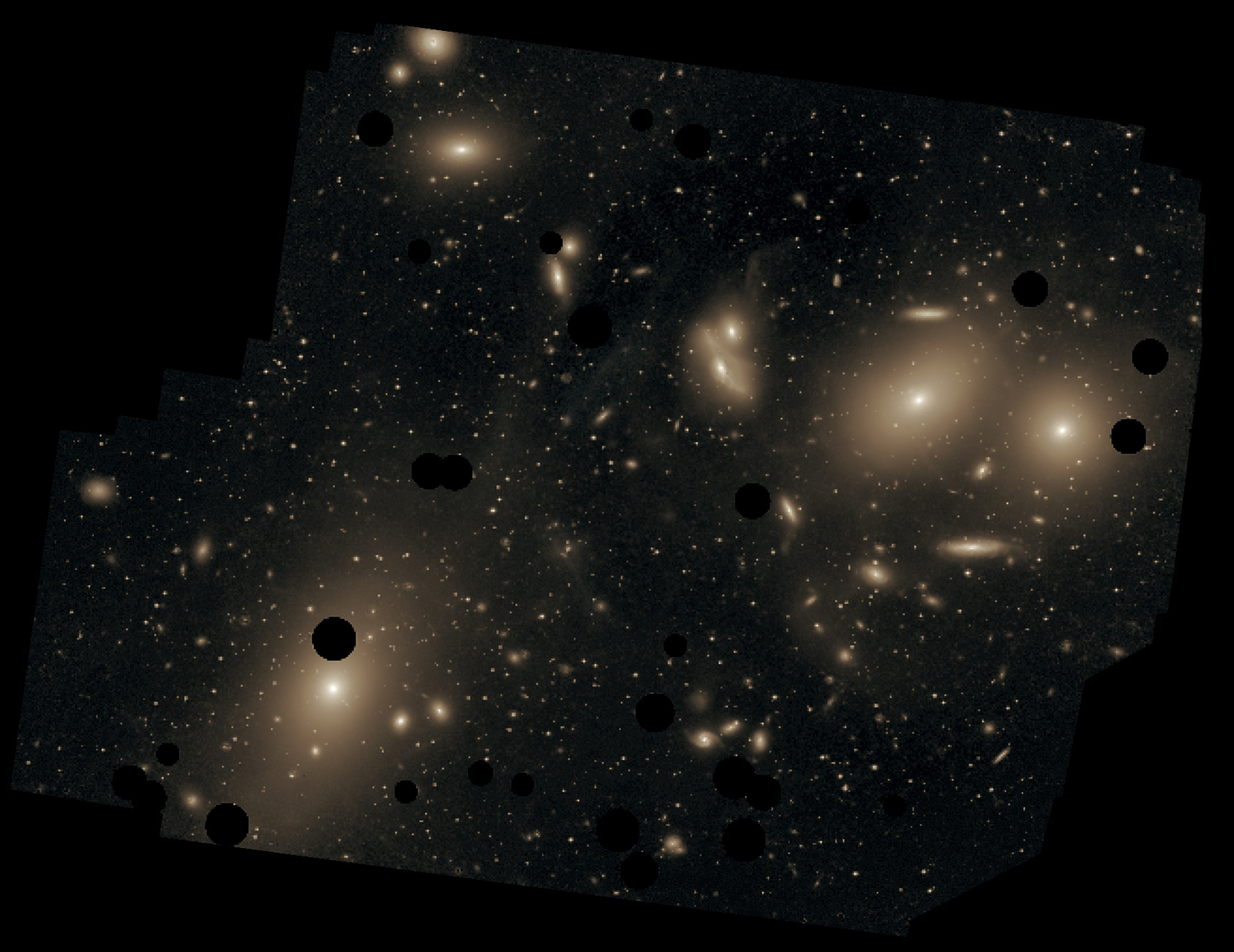
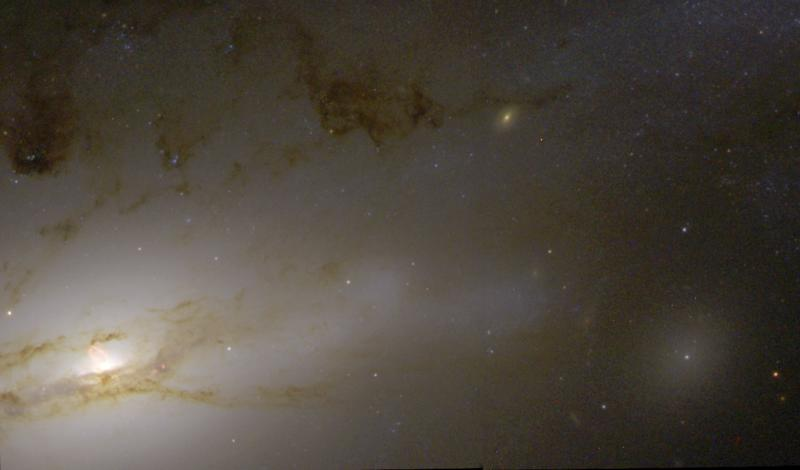

## روابط خارجية
- The Eyes Galaxies على موقع ويكي سكاي: DSS2, SDSS, GALEX, IRAS, Hydrogen α, X-Ray, Astrophoto, Sky Map, Articles and images
- Notas para NGC 4435 (NED)
- NGC 4438
- Big Galaxy Collisions Can Stunt Star Formation
- NGC 4438 and NGC 4435: Galactic Fender-Bender In Virgo